# Tiberius II Constantijn
Flavius Tiberius Constantinus (Grieks: Φλάβιος Τιβέριος Κωνσταντίνος, Phlabios Tiberios Konstantinos; ca. 540 - 14 augustus 582), bekend als Tiberius II Constantijn, was keizer van het Byzantijnse Rijk van 574 tot 582.
Hij was een vriend van Justinus II, die hem tot Comes Excubitorum benoemde. In 574 werd Justinus krankzinnig en Tiberius nam het bestuur van hem over. Om zijn populariteit te vergroten begon hij het geld, dat Justinus in de schatkist verzameld had, uit te geven. Er heerste een oorlog met de Perzen en Tiberius stuurde zijn generaal Mauricius erop af. In 578 stierf Justinus en was Tiberios alleenheerser. Hij was op alle fronten militair actief. Er volgde een vrede met de Visigoten in Spanje en de Moren in Noord-Afrika werden verslagen. Dichter bij huis kwamen er echter problemen, de Slaven begonnen steeds verder de Balkan binnen te dringen en de problemen met de Perzische buurman waren verre van opgelost.
In 582 werd de keizer ziek en stierf in augustus van dat jaar. Hij had Mauricius tot zijn opvolger benoemd.